# Suicidio de Lucrecia (Durero)
El Suicidio de Lucrecia es un cuadro de Alberto Durero pintado al óleo sobre tabla de tilia con unas dimensiones de 168 x 75 cm. Está firmado y datado en 1518 y se conserva en la Pinacoteca Antigua de Múnich. Se trata de uno de los raros cuadros del artista dedicado a un asunto histórico-mitológico.

## Historia
Probablemente fue concebida muchos años antes, como hace pensar un diseño del pintor datado en 1508 y conservado en el museo Albertina de Viena. El boceto y también el tamaño de la tabla, casi tamaño natural, se relaciona con sus estudios sobre las proporciones, culminados en la tabla de Adán y Eva. 
No ha gozado de mucho éxito. Alargados los paños que cubrían sus costados en el siglo XVII, el cuadro estaba oculto detrás de otro "Lucrecia" de Lucas Cranach el Viejo.
A causa de las numerosas divergencias y discordancias en las proporciones y de la expresión de la figura y rostro, más grotesco que dramático, la crítica la ha definido frecuentemente como "la obra más impopular de Durero". Anzelewsky la describe como "una parodia en vez de una exaltación de la figura clásica femenina".    
Sin embargo, el trabajo de Durero cuenta con algunos admiradores, como Giorgio de Chirico, visitante apasionado de la Antigua Pinacoteca de Múnich, que en 1922 le rindió un homenaje representando el mismo gesto de la mujer en una obra suya.

## Descripción y estilo

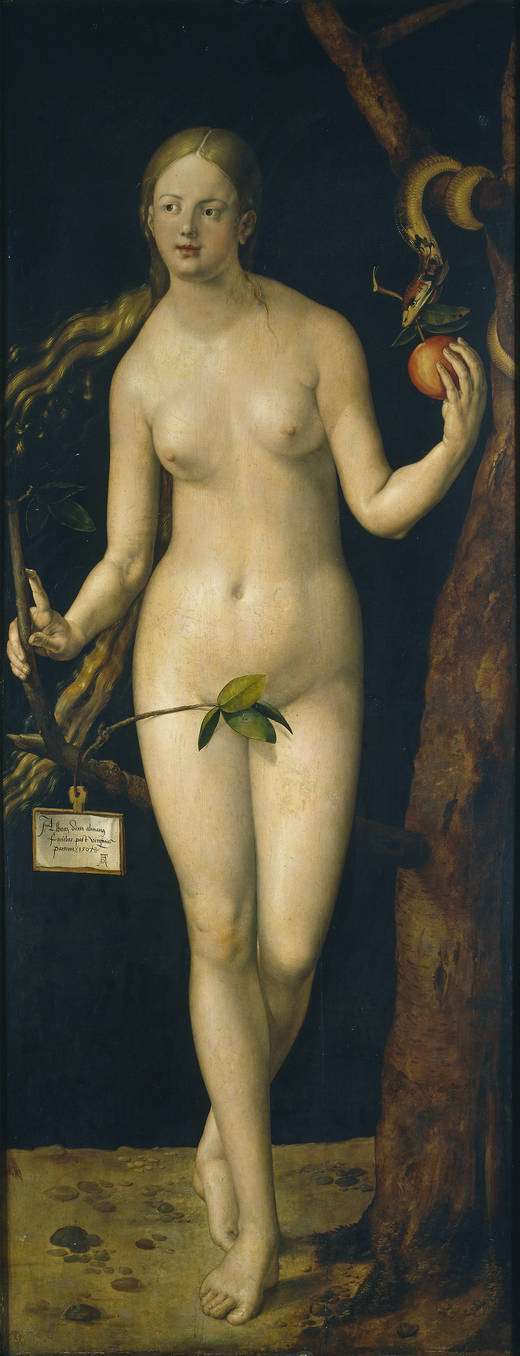
Suicidio de lucrecia

La semilegendaria Lucrecia, bellísima hija de  Espurio Lucrecio Tricipitino y esposa de Lucio Tarquinio Colatino, prefirió quitarse la vida a sobrevivir a la vergüenza de haber sido violada por su primo Sexto Tarquinio.  
Durero la representó de pie en un cubículo estrecho y delante de la cama donde tuvo lugar el vil acto. Lucrecia mira al cielo y con el rostro marcado por la deshonra, se atraviesa el vientre con una espada. Su figura se yergue monumental pero privada del sentido de sensualidad pagana presente en la tabla de Adán y Eva.  